# Tokudaia
Tokudaia — рід мишоподібних гризунів родини мишеві (Muridae).

## Опис
Ці гризуни досягають довжини голови й тіла від 12 до 18 сантиметрів, хвіст від 10 до 13 сантиметр завдовжки. Їхнє густе хутро оранжево-чорне на спині, низ світло-сірий, а хвіст двоколірний. Має щетинисте, чорне волосся на спині. Пальці тонкі. Вуха овальної форми. Самиці мають дві пари молочних залоз у паховій області.

## Екологія
Цей рід є ендеміком островів Рюкю. Їхнє місце існування — викладені густим підліском ліси. В іншому, мало що відомо про спосіб життя Tokudaia.

## Види
- Tokudaia muenninki
- Tokudaia osimensis
- Tokudaia tokunoshimensis